# Pouso Alegre
Pouso Alegre è un comune del Brasile nello stato del Minas Gerais, parte della mesoregione del Sul e Sudoeste de Minas e della microregione di Pouso Alegre.